# 알다나 코메티
알다나 코메티(스페인어: Aldana Cometti, 1996년 3월 3일 ~ )는 아르헨티나의 여자 축구 선수로 현재 스페인 리가 F의 마드리드 CFF에서 중앙 수비수로 활동 중이며 수비형 미드필더로도 소화가 가능하다.

## 클럽 경력
2006년부터 2008년까지 엑스쿠르시오니스타스 산하 청소년 축구단에서 축구 선수로 활동했지만 2008년부터 2011년까지는 필드하키 클럽에서 활동했다. 2011년에 아르세날 데 사란디 산하 청소년 축구단에 입단하면서 축구 선수 활동을 재개했고 2012년부터 2014년까지 인데펜디엔테 여자 축구단에서 활동했다.
2014년 1월부터 6월까지 리버 플레이트 소속으로 활동하면서 캄페오나토 데 푸트볼 페메니노 데 프리메라 디비시온 무대에 데뷔했다. 2014년 여름에는 보카 주니어스로 이적했으며 2015 시즌에서는 보카 주니어스의 수페르코파 아르헨티나 데 푸트볼 페메니노 우승에 기여했다.
2016-17 시즌에서는 스페인 세군다 디비시온 페메니나 소속 여자 축구 클럽인 그라나다 소속으로 활동했다. 2017-18 시즌에서는 콜롬비아 여자 축구 리그 소속 여자 축구 클럽인 아틀레티코 우일라 소속으로 활동하면서 아틀레티코 우일라의 2018 코파 리베르타도레스 페메니나 우승에 기여했다. 2018년 여름에는 스페인 프리메라 디비시온 페메니나 소속 여자 축구 클럽인 세비야로 이적했다.

## 국가대표 경력
2011년에 아르헨티나 여자 U-17 축구 국가대표팀 선수로 발탁되었으며 볼리비아에서 개최된 2012년 남아메리카 U-17 여자 축구 선수권 대회에 참가했다. 2014년부터 2015년까지 아르헨티나 여자 U-20 축구 국가대표팀 선수로 활동했고 우루과이에서 개최된 2014년 남아메리카 U-20 여자 축구 선수권 대회, 브라질에서 개최된 2015년 남아메리카 U-20 여자 축구 선수권 대회에 참가했다.
2014년에 아르헨티나 여자 축구 국가대표팀 선수로 발탁되었으며 칠레 산티아고에서 개최된 2014년 남아메리카 게임에서는 아르헨티나의 여자 축구 금메달에 기여했다. 에콰도르에서 개최된 2014년 코파 아메리카 페메니나에 참가한 아르헨티나 여자 축구 국가대표팀 명단에도 이름을 올렸지만 아르헨티나는 4위를 기록하면서 2015년 FIFA 여자 월드컵 본선 진출에 실패하고 만다.
칠레에서 개최된 2018년 코파 아메리카 페메니나에서는 아르헨티나가 3위를 차지하는 데에 기여했고 프랑스에서 개최된 2019년 FIFA 여자 월드컵에 참가한 아르헨티나 여자 축구 국가대표팀 명단에 이름을 올렸다. 페루 리마에서 개최된 2019년 팬아메리칸 게임에서는 아르헨티나의 여자 축구 은메달에 기여했다.

## 수상

### 클럽
보카 주니어스
- 수페르코파 아르헨티나 데 푸트볼 페메니노 1회 우승 (2015)

아틀레티코 우일라
- 코파 리베르타도레스 페메니나 1회 우승 (2018)

### 국가대표
- 2014년 남아메리카 게임 여자 축구 금메달
- 2018년 코파 아메리카 페메니나 3위
- 2019년 팬아메리칸 게임 여자 축구 은메달